# Dralion

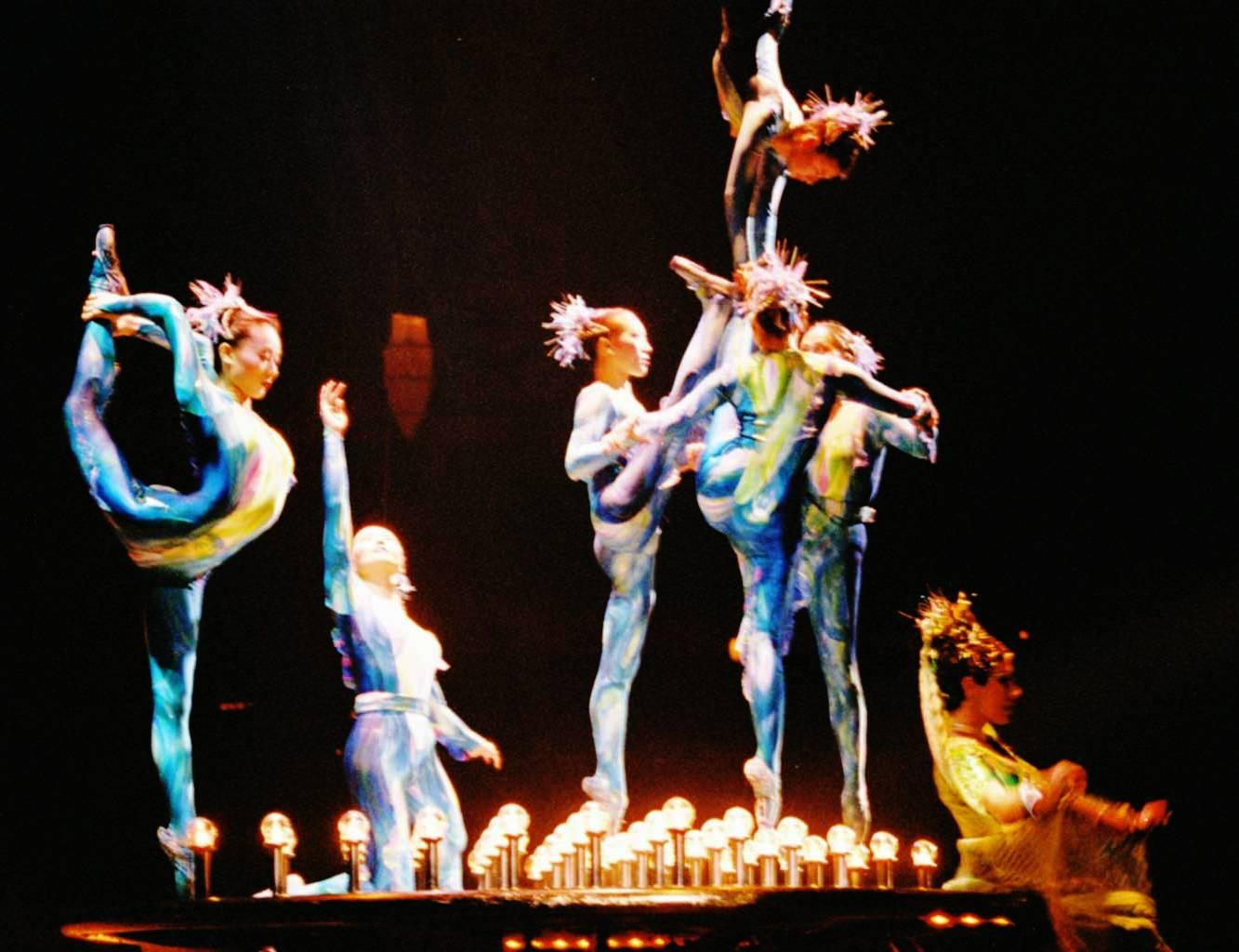
Dralion, Viena, Austria 2004.

Dralion fue una producción de Cirque du Soleil estrenada en el año 1999. Es la fusión de la antigua tradición del circo chino y el enfoque vanguardista del Cirque du Soleil. El nombre del espectáculo deriva de sus dos símbolos principales: el dragón, que representa al Este, y el león, que representa al Oeste. Dralion deriva gran parte de su inspiración de la filosofía oriental con su eterna búsqueda de la armonía entre los seres humanos y la naturaleza. Dio su último show el 18 de enero de 2015 en Anchorage en Alaska.

## Show

### Personajes
- Azala (aire): Azala es la diosa del aire. Es la defensora del sol y de la inmortalidad, y flota por encima de un espacio atemporal en tonos de azul.

- Gaya (tierra): Gaya es la diosa de la tierra. Alberga en su interior el calor humano (fuego) y la vitalidad fresca de la vida (agua). Se viste de colores ocres.

- Oceane (agua): Oceane es la diosa del agua. Como reina del movimiento, controla, por medio del arte de la danza, el movimiento de los océanos. Su universo es verde.

- Yao (fuego): Como guía de los exaltados demonios, él marca el ritmo del espectáculo. Simboliza tanto el bien como el mal. Ve la vida en rojo intenso.

- Los payasos: Todo marcha bien en el mejor de los mundos. Sin embargo, estos inteligentes payasos se las ingenian para trastornar un tanto este universo normalmente tan armonioso.

- Las voces (L'Âme-Force): Las voces de Dralion cantan en un idioma inventado cuyo significado sólo el Cirque du Soleil conoce. El eco de sus acentos misteriosos resuenan a través del tiempo: L'Âme-Force simboliza la perfecta armonía entre los cuatro elementos.

- Pequeño Buda: El Pequeño Buda es el niño elegido. Si bien posee poderes especiales que le permitirán finalmente convertirse en Âme-Force, sueña con ser un niño común y silvestre.

### Actos

#### Actos permanentes
- Equilibrio sobre una sola mano: Una joven mantiene el equilibrio en un bastón que sostiene con una mano durante un lapso de tiempo considerable y cambia de posición constantemente.

- Palos de Bambú: En Palos de bambú, seis hombres hacen maniobras con largos palos que simbolizan el fuego. Los palos miden 4,8 m (15,75 f) y pesan 7,5 kg (16,5 lb). Los artistas demuestran un agudo sentido de la precisión y de la sincronización al mantener los palos "en vuelo" en lo alto mientras realizan hazañas acrobáticas en el suelo.

- Malabarismo: El malabarista lanza al aire siete pelotas al mismo tiempo.

- Dralions: Son una conjunción de las danzas chinas tradicionales del dragón y del león, adaptadas por el Cirque du Soleil, cobra una nueva dimensión. En una secuencia de volteretas enérgicas y dinámicas, los artistas salen al escenario sobre bolas de madera que ruedan bajo los pies y sobre las cuales hacen piruetas. Cinco Dralions realizan acrobacias a su alrededor.

- Trampolín Los acróbatas saltan de los trampolines utilizando como plataforma de aterrizaje el telón de fondo.

- Medusa: Los artistas ejecutan movimientos gráciles y ágiles que hacen un hincapié en su extrema flexibilidad y equilibrio. Juntos, crean figuras extraordinarias y armonioso.

- Aro aéreo: Exótico ballet aéreo, una creación deslumbrante de fuerza y agilidad, captura la pasión y la energía de su elemento distintivo: el fuego. Suspendida de un aro en lo alto del escenario, la artista presenta una coreografía evocadora en la cual el aro y el cuerpo se funden en una danza de precisión acrobática.

- Pas de Deux Aéreo: El pas de deux es una lánguida danza aérea. Una pareja, entrelazada, vuela por encima del escenario en una larga cinta de tela azul. Envueltos en la tela, realizan diversas figuras acrobáticas que exigen grandes proezas de fuerza y flexibilidad.

- Salto al Aro: Diez artistas masculinos se lanzan cual flechas y pasan por los aros de madera sujetos a una mesa; algunos de los aros permanecen inmóviles, mientras que otros giran.

- Cuerdas de saltar: Mientras las cuerdas marcan el ritmo, los artistas hacen piruetas en el aire, construyen pirámides e, incluso, forman una columna humana de tres personas.

#### Actos en rotación
- Chairs: En el acto de Chairs, el artista delicadamente apila sillas entre sí para crear una torre en la que se realiza un acto de equilibrio que muestra el cuerpo humano en la cima misma de la condición y el control muscular.
- Diabolos: El diábolo, o yo-yo chino, es un juego de niños que consiste en la celebración de dos palos vinculados por una cadena mientras desliza, malabares y tirar un carrete de madera. Con el culto cada vez más maniobras difíciles, los artistas intentan superar entre sí en la destreza y el ingenio.

#### Actos pasados
- Contorsión
- Teeterboard
- Les Voila! (payasos)
- Ballet Sobre Luces
- Doble Trapecio
- Malabarismo con Los Pies

### Música
Los actos están acompañados en su totalidad con música en vivo. La música para Dralion fue compuesta para el Cirque Du Soleil por la compositora canadiense Violaine Corradi. Las letras están en un idioma inventado que sólo Dralion conoce. La música de Dralion es una fusión de sonidos del Este y el Oeste a través del uso de instrumentos acústicos y electrónicos. Apareciendo arreglos rítmicos y líricos, entre las influencias del sonido se pueden encontrar las melodías hindúes hasta los sonidos de Andalucía, África, Europa Central, y del este. Los instrumentos utilizados son: batería, violín, instrumentos de viento, teclados, guitarras y percusiones. El álbum de la banda sonora del show fue publicado el 9 de noviembre de 1999, con las voces del contratenor Érik Karol, Agnès Sohier y con la participación de Boujemaa Razgui en la canción Hinkò
- 1. Stella Erans

Voces : Erik Karol : 4:35
- 2. Ombra

Voces : Agnès Sohier & Erik Karol : 5:57
- 3. Spiritual Spiral

Voces : Erik Karol : 4:14
- 4. Miracula Aeternitatis

Voces: Erik Karol : 5:17
- 5. Bamboo : 1:26

- 6. Ballare

Voces : Erik Karol & Agnès Sohier : 5:42
- 7. Ravendhi

Voces: Erik Karol & Agnès Sohier : 4:39
- 8. Ninkou Latora

Voces: Erik Karol : 5:14
- 9. Aborigines Jam

Voces : Agnès Sohier : 3:08
- 10. Hinkò

Voces: Erik Karol & Boujemaa Razgui : 5:49
- 11. Kamandé

Voces : Agnès Sohier & Erik Karol : 4:26

## Gira

### Europa Arena
- San Sebastián, ES - Del 3 de julio de 2014 al 7 de julio de 2014
- Santiago de Compostela, ES - Del 10 de julio de 2014 al 20 de julio de 2014
- Granada, ES - Del 23 de julio de 2014 al 27 de julio de 2014
- Las Palmas de Gran Canaria, ES - Del 2 de agosto de 2014 al 10 de agosto de 2014
- Bilbao, ES - Del 17 de agosto de 2014 al 24 de agosto de 2014
- Palma de Mallorca, ES - Del 28 de agosto de 2014 al 6 de septiembre de 2014

### Estados Unidos Arena
- Albany, NY - Del 2 de octubre de 2014 al 5 de octubre de 2014
- State College, PA - Del 8 de octubre de 2014 al 12 de octubre de 2014
- Wilkes-Barre, PA - Del 15 de octubre de 2014 al 19 de octubre de 2014
- Charlottesville, VA - Del 22 de octubre de 2014 al 26 de octubre de 2014
- Sault Ste Marie, ON - Del 29 de octubre de 2014 al 2 de noviembre de 2014
- Fort Wayne, IN - Del 5 de noviembre de 2014 al 9 de noviembre de 2014
- Bloomington, IL - Del 12 de noviembre de 2014 al 16 de noviembre de 2014
- Cedar Rapids, IA - Del 19 de noviembre de 2014 al 23 de noviembre de 2014
- Duluth, MN - Del Del 26 de noviembre de 2014 al 30 de noviembre de 2014

### Canadá Arena
- Regina, SK - Próximamente
- Lethbridge, SK - Próximamente
- Kamloops, BC - Del 24 de diciembre de 2014 al 28 de diciembre de 2014
- Prince George, BC - Del 31 de diciembre de 2014 al 4 de enero de 2015

### Estados Unidos Arena
- Fairbanks, AK - Del 7 de enero de 2015 al 11 de enero de 2015
- Anchorage, AK - Del 14 de enero de 2015 al 18 de enero de 2015 (último show)

http://www.cirquedusoleil.com/es/shows/dralion/tickets.aspx Archivado el 26 de septiembre de 2011 en Wayback Machine.